# Гриневич, Дмитрий Петрович
Дмитрий Петрович Гриневич (15 ноября 1895, Вильна, Российская Империя — 2 февраля 1966, Москва, РСФСР, СССР) — советский художник, график, самоучка, педагог, участник Гражданской войны и Великой Отечественной войны, входил в состав творческого объединения московских художников ИСТР («Искусство Трудящимся»).

## Биография
Дмитрий Гриневич родился 15 ноября 1895 года в Вильне, в семье дворянина, поручика 107 пехотного Троицкого полка Петра Владимировича Гриневич и его супруги Ольги (по церковным книгам Аврелии) Вильгельмовны Гриневич (Барклай) - дочери отставного штабс-капитана Вильгельма Барклая, уроженки Самарской губернии, внучатой племянницы Михаила Богдановича Барклай де Толли, российского полководца, военного министра и героя Отечественной войны 1812 г.
Отец художника был обладателем многих наград, в том числе кавалером орденов: Святой Анны 2 и 3 степеней, Святой Анны 3 степени, Святого Станислава 2 и 3 степеней; увлекался живописью, копировал произведения Рубенса, Семирадского и других художников, сам рисовал картины. 13 декабря 1914 года уволен в отставку по ранению, в чине полковника. Мать обладала чудесным голосом (контральто), она выступала на благотворительных концертах в полку и в городе. Во многом, благодаря именно матери, дом Гриневичей стал центром притяжения, где собиралось весьма необычное для простого полкового офицера общество: командиры полков, начальники дивизий с женами, музыканты, певцы.

Из воспоминаний Дмитрий Гриневича:
… Я помню большой альбом, лежавший впоследствии всегда на рояле. В него отец вклеивал все рецензии, все визитные карточки знаменитостей того времени все, что имело отношение к артистической жизни матери.
Афиши её выступлений рисовал и оформлял сам отец.
Отец – художник. Он не только писал картины и копировал /в гостиной висела картина помеченная 1903 годом. Вена копия с Рубенса «Четыре части света», «Грешница» Семирадского и д.р/, но и оформлял постановки кружка любителей /оп. Жизнь за царя», «Русалка»/ и торжественные концерты, балы. Это был офицер большой культуры, гуманного отношения к солдатам и широкого ума человек.
Кроме Дмитрия Гриневича, в семье было еще двое детей: старший брат Василий и младшая сестра Зинаида. Василий родился в 1892 году, а Зинаида в 1901. Ещё один брат Алексей умер, не дожив до года (примерно в 1903 – 1904 г. г.).
Учился во 2-й Виленской гимназии. В 1907 году, по настоянию отца, отдан на учебу в Орловский Бахтина кадетский корпус. Будущий художник плохо переносил нагрузки и военную подготовку. Предпринял попытку побега, в результате которой родителям было направлено уведомление о неспособности Гриневича к военной службе. В 1909 году возвращается в Вильно. В этом же году принят в духовное училище в Вильно, а позже переводом - в Виленскую духовную семинарию. Пробует рисовать, перерисовывает картинки на религиозные темы из книг и с гравюр, дополняя эксперименты собственными рисунками. С началом Первой мировой войны часть семинарии была отдана под госпиталь, и ученики работают там санитарами.

В 1915 году, в связи с эвакуацией семинарии, перебирается в Москву, куда в конце 1914 года уже переехали его родители. Это событие предоставляет отличную возможность посещать музеи и оттачивать собственное мастерство.
…Картинная галерея Румянцевского музея пленила «Явлением Христа народу» Иванова. Этот художник – мой первый «профессор живописи». У него я учился, если это слово можно здесь употребить. Практически я до 1929 года был под его влиянием….
Осенью 1915 года выезжает в Рязань, где возобновляются занятия эвакуированной из Вильно семинарии. В октябре 1917 года бежит из Рязани в Москву, однако затем возвращается обратно в Рязань вплоть до января 1918 года, когда семинария была окончательно ликвидирована, а ученики получили на руки справки об окончании классов. В августе 1918 года призван в Красную армию, зачислен санитаром в 38 Рогожско-Симоновский Советский полк. Был контужен в первом же бою под Царицыным и эвакуирован обратно в Москву.
В Москве служил делопроизводителем, работал в госпиталях Московского окружного Военного Санитарного управления. В 1919 году знакомится с Анной Александровной Покровской - школьной учительницей и будущей женой художника. В начале 1920-х годов откомандирован в Отдел народного образования Замоскворецкого Совета для преподавания. Первоначально работал в детских домах и колониях, затем - учителем рисования во 2-м Московском институте глухонемых детей.
В 1922 году впервые публично выставляет свои работы на 1-й Художественной Выставке произведений искусства кружка художников Замоскворецкого района.
В 1920-х годах Дмитрий Гриневич начал сотрудничество с руководителем танцевального коллектива, хореографом и пианисткой Верой Владимировной Боголюбовой (1891-1974), известной под творческим псевдонимом Вера Майя и ее театрально-хореографической студией. Работает с театром, как сценический художник-оформитель, а также, как художник по костюмам.
6 февраля 1924 года официально регистрируют брак с Покровской. Из документов ЗАГС Замоскворецкого района гор. Москвы следует, что в качестве основного рода занятий Гриневича, указывается "художник".
В ноябре 1926 года Дмитрий Петрович Гриневич становится учителем в начальных классах школы №38 - фабрично-заводской семилетке. Здесь он проработал почти 4 года. Помимо работы учителем, он постоянно имел общественные нагрузки: организовывал школьный ученический кооператив и вёл там работу (1927-1929), а в 1929-1930 был членом культурно-массовой комиссии месткома, вёл кружок по ликбезу, занимался художественным оформлением школы, вел драмкружок.
В июне 1929 года в ОГПУ вызывают на допрос отца художника и проводят обыск у него дома. 16 июня Петр Владимирович, не выдержав потрясения, умирает. Спустя чуть больше года, 4 сентября 1930 года арестован уже сам художник. Дело касалось обвинения в "контрреволюционной деятельности" и шпионаже старшего брата Василия Гриневича. В отсутствие улик и каких-либо иных доказательств, следствие тем не менее переводит Дмитрия в Бутырскую тюрьму. В сохранившейся справке значится, что художник находился там с 13 сентября 1930 г. по 6 февраля 1931 г. 30 января1931 года решению коллегии ОГПУ Василий Петрович Гриневич был расстрелян. Дмитрию Гриневичу предписано покинуть Москву и переселиться во Владимир сроком на три года.
Во Владимире трудится внештатным инструктором в Городском штабе по ликвидации безграмотности с полномочиями по проверке работы районных штабов. Затем работает классным руководителем в 1-й школе Первой ступени г. Владимир, а с сентября 1932 года - преподавателем изобразительного искусства во Владимирской вспомогательной школе.

Один из малоизвестных рисунков Д. П. Гриневича, 1930-1940-е. США, частная коллекция.

Весной 1934 года, по окончании срока ссылки, возвращается из Владимира. Поселился в Расторгуево в одной из комнат в доме, принадлежавшем семье его супруги. В качестве основного места работы устраивается преподавателем рисования и лепки в школу №3 на Шаболовке. Продолжает заниматься живописью. Существуют сведения об участии Гриневича в одной или нескольких коллективных выставках, однако из-за отсутствия сохранившихся каталогов и иных материалов, затруднительно установить какие из работ были на них представлены.
В феврале 1938 года арестован, как ранее репрессированный. Решением «тройки» приговорен к пятилетнему сроку заключения в Кулойлаге НКВД. В дневниках Гриневича и архиве художника сохранились лаконичные, порой бесстрастные свидетельства об этом периоде его жизни. По прибытии в исправительно-трудовой лагерь был принят на работу в медицинский участок, однако впоследствии участвовал в лесозаготовках наравне с другими заключенными. Использует любую возможность и материалы (в основном конверты, обрывки бумаги и цветные карандаши) для рисования. Рисунки этого тяжелого периода в жизни художника, в основном, меланхоличны, но не затрагивают лагерного быта и нравов. Был переведен на работу в КВЧ (культурно-воспитательная часть лагеря), включавшую переписку и подготовку к занятиям по ликбезу заключенных, а также на обещанную должность помощника доктора.
Освобожден в феврале 1943 года, и зачислен санитарным инструктором в ряды Советской армии. Службу проходил в медицинском эшелоне, дошедшем до Бранденбурга в мае 1945 года. В июне 1945 года демобилизовался и вернулся в Москву. В  августе 1945 года зачислен в штат 7-й школы ЛенОНО, вначале учителем рисования, а потом классным руководителем 1 класса. В 1948 году принимает участие в столичной коллективной выставке художников-педагогов. 10 августа 1949 года из-за болезни сердца скончалась жена художника Анна Покровская (Гриневич).

Невозможность устроить индивидуальную выставку, продавать свои работы, общая нереализованность талантливого человека, а также зачастую отсутствие каких-либо материалов для работы (не будучи членом официального творческого союза, Гриневич обходится самыми простыми "расходниками"), вынуждают художника все больше замыкаться в себе, и отказываться от творчества. В это время в его жизни появляется Феня Филипповна Кронгауз - женщина со сложной  судьбой, кандидат педагогических наук, с твердым, волевым характером. Во многом благодаря ей Гриневичу удается снова вернуться к жизни. Статью о нем публикует «Учительская газета», записана радиопередача с его участием. Вот как описывается быт коммунальной квартиры на улице Малая Бронная, где проживали Гриневич и Кронгауз:
За тонкой стенкой жила одинокая Феня, пригревшая непризнанного гения — учителя рисования. Все звали его Митяй. Она аккуратно развешивала его рисунки на обоях с выцветшими розами. Рисунки были странные: половина человека одного цвета, половина — другого. А то и вовсе пол человека. К чудаковатому жильцу соседи относились с усмешкой, но терпимо — снисходя к неустроенной Фене. Тем более, что на общей кухне он никогда не появлялся, а значит, и не мешал... .
Кажется, что к живописцу постепенно приходит долгожданное признание. В ноябре 1957 года в Межрайонном Доме работников просвещения в Москве открывается 10 Выставка живописи и графики художников-педагогов, на которой представлено несколько картин Гриневича. Оттепель дает ему возможность организовать квартирные показы своих работ. Первая такая выставка состоялась 16 марта 1958 года. Повторная выставка была открыта для публики 23 марта. О художники начинают узнавать. Людмила Петрушевская в своей книге "Девятый том" пишет:
Меня, я помню, долго изводила знакомая одного школьного учителя Гриневича, про которого я сделала маленький очерк с иллюстрациями (он был известный художник, причем авангардист не хуже Рабина и Кропивницкого, рисовал цветными карандашами на больших листах ватмана, такой у него был стиль, выработанный в Гулаге, где ему как оформителю выдавали цветные карандаши и бумагу для стенгазет).
Кстати сказать, это была моя легкая каверза, я не предупредила начальство, что Гриневич дважды сидел по 58-й и что он вовсе не соцреалист. Он у меня шел как художественное творчество широких учительских масс.
Наши шефы ни уха ни рыла не понимали в искусстве. Но они уже были ушиблены изменением политики партии по отношению к Пикассо (коммунисту) и мудро молчали при виде искаженной перспективы и пятиглазого портрета.
К тексту прилагалась пластинка с шестью минутами монолога Гриневича. Он-то сам вскоре умер, был ветхий старик, учитель начальных классов, обожаемый учениками. Дальше четвертого класса он, кстати, отказывался преподавать («В пятом это уже не люди»). Эти «не люди», однако, уходя из его рук, бегали к нему и в пятом, и в десятом классе, и после института. Они его и хоронили. А его та знакомая просила ВСЁ, что я записала. Видимо, ей надоело слушать одни и те же шесть минут, а может, она надеялась где-то там, в глубине монолога своего обожаемого человека, услышать хоть слово о себе.
Я-то эти слова слышала, он называл ее ЭТА и пожимал плечами, он хранил память о давно ушедшей жене-княгине. Сам он был из Барклаев де Толли, а ЭТА прилепилась к нему, стирала, убирала и готовила из своего, ничего не просила, но старик был всегда настороже, когда она присутствовала легкой тенью в уголке или на кухне.
После его смерти она спасла от помойки его карандашные работы, устраивала ему полуподпольные выставки по НИИ и даже в Новосибирском академгородке, типичная еврейская бухгалтерша, пожилая, маленькая, с черными блестящими веками, тревожная, говорливая. Я унаследовала от Гриневича легкое нетерпение к ней, а за что? Она давно, видимо, умерла, и где теперь эти хрупкие ватманы….
В 1961 году награжден почетным знаком «Отличник Народного Образования». Приблизительно в это же время между завязывается дружба между художником и молодым поэтом-пародистом Александром Ивановым.
21 апреля 1963 года проходит очередная квартирная выставка его работ, продлившаяся более чем одну неделю. В результате чьего-то доноса, художник и директор школы № 7, где работал Гриневич, были вызваны в Московский Горком КПСС для дачи объяснений и идеологической проработки. Приказом по месту работы Гриневичу, за приглашение на выставку учеников школы вне школьной программы, был объявлен строгий выговор с предупреждением.
В августе 1965 года Дмитрий Гриневич официально выходит на пенсию, а 2 февраля 1966 года художник скончался в одной из московских больниц. Наследником и распорядителем всего имущества и творческих ценностей живописца, согласно его последней воле, стала Феня Филипповна Кронгауз. Именно ей удалось сохранить  часть работ Гриневича и его архив.
В 1967 году в новосибирском Академгородке состоялась первая персональная посмертная выставка Дмитрия Гриневича, организованная с помощью Кронгауз и Михаила Макаренко - основателя галереи, в которой были выставлены работы.
В последующие годы о художнике периодически вспоминали в советской и зарубежной прессе. Но в целом, его творчество было подзабыто, в отличие от многих советских художников-нонконформистов. В 2013 году был найден считавшийся утраченным архив Гриневича, включавший его дневниковые записи, оцифровано большинство из его работ, изданы известные материалы о творчестве живописца и фактах его биографии.